# 홀리 마리 컴즈
홀리 마리 콤스(영어: Holly Marie Combs, 영어 발음: /koʊmz/, 1973년 12월 3일 ~ )는 미국의 배우이다.

## 출연 작품

### 영화
- 사랑의 축포 (1988, Sweet Hearts Dance)
- 뉴욕스토리 (1989)
- 심플 맨 (1992)
- 닥터 기글 (1992, Dr. Giggles)
- 다니엘 스틸 - 그래서 그들은 사랑할 수 있었다 (1994, Danielle Steel's A Perfect Stranger)
- 마더스 킬러 (1997, Daughters)
- Mistresses (2009)

### 텔레비전
- 피켓 펜스 (1992-96)
- 참드 (1998-2006)
- The Late Late Show with Craig Kilborn (1999, 2004) - 본인
- 프리티 리틀 라이어스 (2010-17)